# Kampionati Kombëtar i Futbollit për Femra
Mistrzostwa Albanii w piłce nożnej kobiet (alb. Kampionati Kombëtar i Futbollit për Femra) – rozgrywki piłkarskie kobiet w Albanii. Pierwsza oficjalna edycja mistrzostw, rozegrana pod egidą Albańskiego Związku Piłki Nożnej, odbyła się w styczniu 2009 roku i miała formę turnieju rozegranego systemem pucharowym. Pierwszym mistrzem kraju została drużyna Tirana AS. Od drugiej edycji (sezon 2010/2011) mistrzostwa mają formę rozgrywek ligowych odbywających się w systemie jesień-wiosna. Najbardziej utytułowanym zespołem (stan na rok 2021) jest Vllaznia Szkodra.

## Zwycięzcy
Lista zwycięzców rozgrywek sezon po sezonie:
| Sezon     | Zwycięzca        |
| --------- | ---------------- |
| 2009      | Tirana AS        |
| 2010/2011 | Ada Velipojë     |
| 2011/2012 | Ada Velipojë     |
| 2012/2013 | Ada Velipojë     |
| 2013/2014 | Vllaznia Szkodra |
| 2014/2015 | Vllaznia Szkodra |
| 2015/2016 | Vllaznia Szkodra |
| 2016/2017 | Vllaznia Szkodra |
| 2017/2018 | Vllaznia Szkodra |
| 2018/2019 | Vllaznia Szkodra |
| 2019/2020 | Vllaznia Szkodra |
| 2020/2021 | Vllaznia Szkodra |